# Santadi
Santadi (sardisk: Santàdi) er en by og en kommune (comune) i provinsen Sud Sardegna i regionen Sardinien i Italien. Byen ligger i 135 meters højde og har 3.439 indbyggere (2016). Kommunen har et areal på 116,49 km² og grænser til kommunerne Assemini, Domus de Maria, Nuxis, Piscinas, Pula, Teulada, Villa San Pietro og Villaperuccio.